# La Garganta
La Garganta é um município da Espanha na comarca do Vale do Ambroz, província de Cáceres, comunidade autónoma da Estremadura. Tem 24,1 km² de área e em 2021 tinha 358 habitantes (densidade: 14,9 hab./km²).

## Demografia
| Variação demográfica do município entre 1991 e 2004 | Variação demográfica do município entre 1991 e 2004 | Variação demográfica do município entre 1991 e 2004 | Variação demográfica do município entre 1991 e 2004 |
| --------------------------------------------------- | --------------------------------------------------- | --------------------------------------------------- | --------------------------------------------------- |
| 1991                                                | 1996                                                | 2001                                                | 2004                                                |
| 675                                                 | 641                                                 | 606                                                 | 574                                                 |

## Símbolos
O escudo é assim definido: «Escudo dividido. Primeiro, de prata, uma faixa de sabre, e colocada em uma borda, escovando no todo, uma corrente de ouro de oito elos. Em segundo lugar, de prata, um patê cruzado de gules. Corte de ouro, um touro de corte de sabre. Na campainha da coroa real fechada.»